# Eduardo (football, 1979)
Pour les articles homonymes, voir Eduardo.
Eduardo Adelino da Silva dit Eduardo né le 13 octobre 1979 à Rio de Janeiro (Brésil), est un footballeur brésilien. 
Eduardo évolue au poste d'attaquant.

## Carrière
- 1999-2000 :  Vasco da Gama
- 2000-2003 :  Charleroi
- 2003-2005 :  Toulouse FC
- 2005-fév 2010 :  FC Bâle
- fév 2010-... :  Earthquakes San José

## Palmarès

### Avec le Vasco da Gama
- Vainqueur de la Coupe Rio en 1999
- Vainqueur du Tournoi Rio-São Paulo en 1999
- Champion du Brésil en 2000
- Vainqueur de la Copa Mercosur en 2000
- Vainqueur de la Coupe Guanabara en 2000

### Avec Bâle
- Champion de Suisse en 2008
- Vainqueur de la Coupe de Suisse en 2007 et 2008
- Vainqueur de l'Uhrencup en 2006 et 2008